# Birgitta Thulin
Birgitta Thulin, född 1948, är en svensk författare av läroböcker inom ämnena religion och historia samt historiska romaner.